# Pierre Chaboche
Pierre Chaboche, né le 14 novembre 1889 à Paris et mort le 29 septembre 1953 dans la même ville, est un industriel membre de l'Action française et le président de l'Union des corporations françaises.

## Biographie

### Carrière professionnelle
Industriel et propriétaire des poêles Salamandre,, Pierre Chaboche préside en novembre 1925 l'Union des corporations françaises. Fondé en décembre 1923, le groupement est antérieurement présidé par Georges Valois et étroitement lié à l'Action française,,.
Il reprend la direction du journal La Production Française le 25 mars 1927. Au congrès de l'Union des corporations françaises de 1927, Pierre Chaboche conclut qu'il n'est pas permis d'établir « de vraies corporations dans le régime politique actuel » et concentre le futur recrutement de l'organisation sur élites de tous les métiers et classes. Pierre Chaboche cherche tant bien que mal à donner une assise ouvrière à l'Action française :

« Un ligueur d'Action française digne de ce nom ne peut se désintéresser des problèmes économiques et sociaux ; sa tâche ne sera entièrement accomplie qu'après réforme de l'organisation non seulement politique, mais encore économique du pays. »

— Pierre Chaboche, L'Action française
À partir de 1930, il soutient une Union des corporations françaises dissidente de l'Action française dont il devient le plus gros actionnaire en reçevant des subsides du duc de Guise entre 1929 et 1931.
En 1931, Pierre Chaboche rejoint la Société française d’édition et de Propagande fondée par Eugène Mathon et l’industriel du cuir Pierre Lucius.